# Team Alvimedica

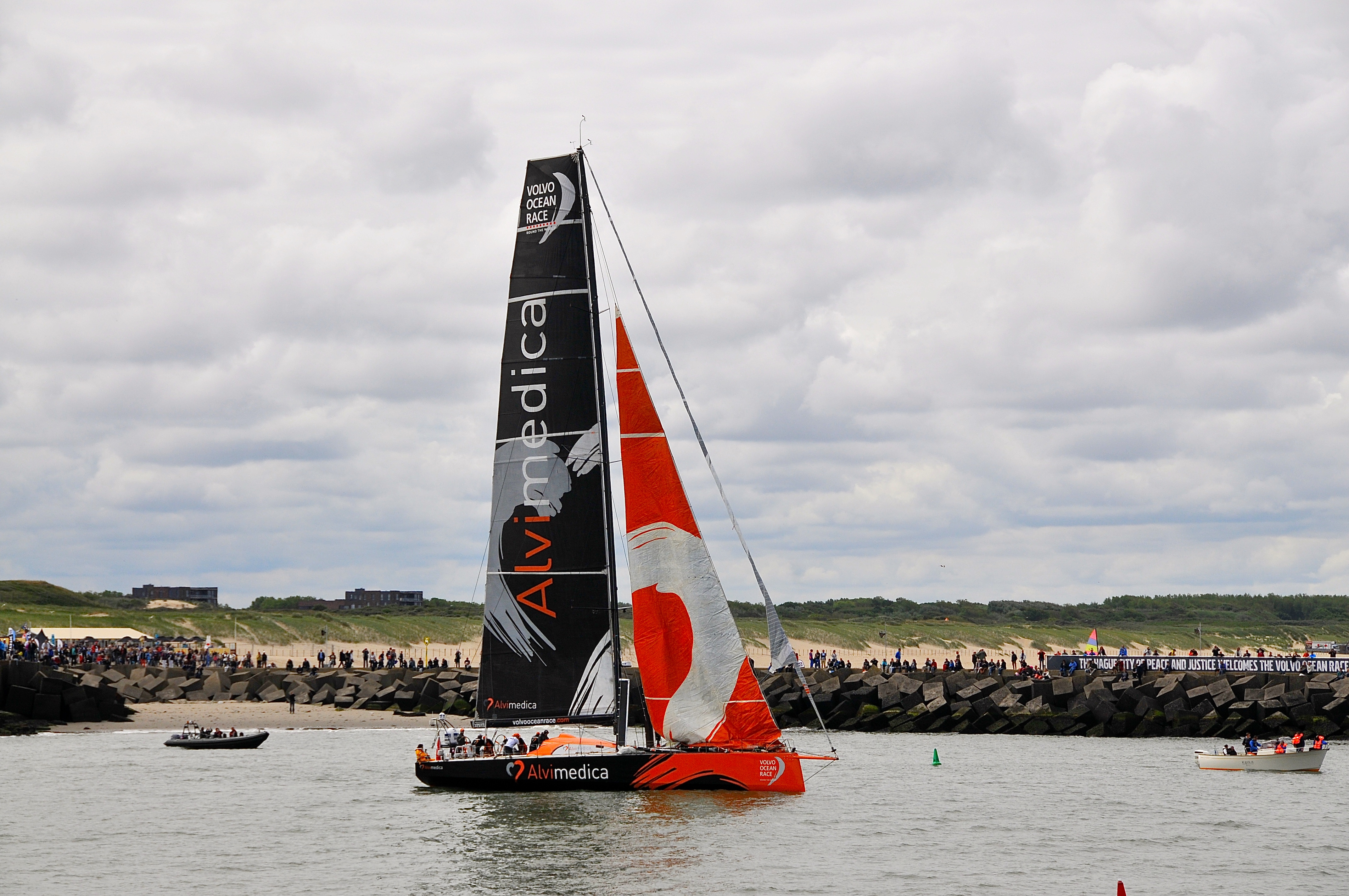
Team Alvimedica in de haven van Scheveningen

Team Alvimedica is een Amerikaans-Turks zeilteam dat deelneemt aan de Volvo Ocean Race 2014-2015.
Team Alvimedica was het vijfde bevestigde team aan de Volvo Ocean Race 2014-2015. In januari 2014 werd bekendgemaakt dat het Turkse bedrijf van medische toepassingen Alvimedica het Amerikaanse zeilteam sponsort. Bij de presentatie werd eveneens bekendgemaakt dat Charlie Enright de schipper van het team werd. Het oorspronkelijke doel was om een team te formeren dat geheel uit personen bestond niet ouder dan 30 jaar. In het definitieve team zitten echter ook enkele zeilers ouder dan 30 jaar.
Tijdens de voorbereiding deed het team onder andere mee aan de Round Britain & Ireland zeilrace. De eerste havenrace van de Volvo Ocean Race, in Alicante, werd door Team Alvimedica gewonnen. Gedurende de tweede etappe van Kaapstad in Zuid-Afrika naar Abu Dhabi, ondersteunde het team Team Vestas Wind, dat was gestrand op een rif nabij de archipel Cargados Carajos.

## Bemanning
Het team bestaat uit de volgende bemanningsleden:
| Naam              | Positie                     | Nationaliteit    | Geboortedatum     | Eerdere deelnames |
| ----------------- | --------------------------- | ---------------- | ----------------- | ----------------- |
| Charlie Enright   | Schipper                    | Verenigde Staten | 10 september 1984 | 0                 |
| Will Oxley        | Navigator                   | Australië        | 22 april 1965     | 3                 |
| Alberto Bolzan    | Teamlid                     | Italië           | 14 mei 1982       | 0                 |
| Dave Swete        | Teamlid                     | Nieuw-Zeeland    | 17 november 1983  | 1                 |
| Mark Towill       | Teamlid en algemeen manager | Verenigde Staten | 20 oktober 1988   | 0                 |
| Nick Dana         | Teamlid                     | Verenigde Staten | 6 februari 1986   | 2                 |
| Ryan Houston      | Teamlid                     | Nieuw-Zeeland    | 6 oktober 1982    | 2                 |
| Stu Bannatyne     | Teamlid                     | Nieuw-Zeeland    | 20 april 1971     | 6                 |
| Matt Noble        | Teamlid                     | Verenigde Staten | 15 januari 1986   | 0                 |
| Sébastien Marsset | Trimmer                     | Frankrijk        | 15 december 1984  | 1                 |
| Amory Ross        | Onboard reporter            | Verenigde Staten | 29 juni 1984      | 1                 |